# Лауреати Державної премії України в галузі науки і техніки (1985)
Державна премія України в галузі науки і техніки — лауреати 1985 року.
На підставі подання Комітету з Державних премій України в галузі науки і техніки Центральний Комітет Компартії України і Рада Міністрів Української РСР видали Постанову № 417 від 2 грудня 1985 р. «Про присудження Державних премій України в галузі науки і техніки 1985 року»

## Лауреати Державної премії України в галузі науки і техніки 1985 року
| Премійована робота | Лауреати                                 | Коротко про лауреата |
| --- | ---------------------------------------- | --- |
| Створення та впровадження машин для відновлення асфальтобетонних покриттів /термопрофілювальників/ | Курченко Микола Олександрович            | директор Київського дослідно-механічного заводу Державного шляхового науково-дослідного інституту                                                                        |
| Створення та впровадження машин для відновлення асфальтобетонних покриттів /термопрофілювальників/ | Дорошенко Володимир Михайлович           | заступник завідувача відділу Державного шляхового науково-дослідного інституту                                                                                           |
| Створення та впровадження машин для відновлення асфальтобетонних покриттів /термопрофілювальників/ | Макарчук Олександр Іванович              | завідувач відділу Державного шляхового науково-дослідного інституту |
| Створення та впровадження машин для відновлення асфальтобетонних покриттів /термопрофілювальників/ | Шульгін Микола Павлович                  | Міністр будівництва і експлуатації автомобільних шляхів УРСР |
| Створення та впровадження машин для відновлення асфальтобетонних покриттів /термопрофілювальників/ | Безручко Анатолій Петрович               | начальник конструкторського відділення Державного шляхового науково-дослідного інституту                                                                                 |
| Створення та впровадження машин для відновлення асфальтобетонних покриттів /термопрофілювальників/ | Шевченко Олексій Іванович                | бригадир машиністів Слов'яносербського районного шляхового ремонтно-будівельного управління (Ворошиловградська область)                                                  |
| Створення та впровадження машин для відновлення асфальтобетонних покриттів /термопрофілювальників/ | Болбот Валентин Іванович                 | токар Київського дослідно-механічного заводу Державного шляхового науково-дослідного інституту                                                                           |
| Розробка теорії, принципів побудови та створення на їх основі нового покоління вимірювальних перетворювачів струму для сучасних електроенергетичних систем                                                                                           | Кох-Коханенко Олег Володимирович         | головний інженер Запорізького заводу високовольтної апаратури |
| Розробка теорії, принципів побудови та створення на їх основі нового покоління вимірювальних перетворювачів струму для сучасних електроенергетичних систем                                                                                           | Руденко Віктор Іванович                  | старший науковий співробітник Всесоюзного науково-дослідного, проектно-конструкторського і технологічного інституту трансформаторобудування                              |
| Розробка теорії, принципів побудови та створення на їх основі нового покоління вимірювальних перетворювачів струму для сучасних електроенергетичних систем                                                                                           | Сизинцев Михайло Михайлович              | завідувач конструкторським бюро Всесоюзного науково-дослідного, проектно-конструкторського і технологічного інституту трансформаторобудування                            |
| Розробка теорії, принципів побудови та створення на їх основі нового покоління вимірювальних перетворювачів струму для сучасних електроенергетичних систем                                                                                           | Носачов Володимир Олександрович          | заступник директора Всесоюзного науково-дослідного, проектно-конструкторського і технологічного інституту трансформаторобудування                                        |
| Розробка теорії, принципів побудови та створення на їх основі нового покоління вимірювальних перетворювачів струму для сучасних електроенергетичних систем                                                                                           | Черненко Володимир Олексійович           | кандидат технічних наук, завідувач відділу Інституту електродинаміки Академії наук УРСР                                                                                  |
| Розробка теорії, принципів побудови та створення на їх основі нового покоління вимірювальних перетворювачів струму для сучасних електроенергетичних систем                                                                                           | Рогоза Владислав Васильович              | кандидат технічних наук, головний інженер спеціального конструкторсько-технологічного бюро Інституту електродинаміки Академії наук УРСР                                  |
| Розробка теорії, принципів побудови та створення на їх основі нового покоління вимірювальних перетворювачів струму для сучасних електроенергетичних систем                                                                                           | Танкевич Євген Миколайович               | кандидат технічних наук старший науковий співробітник Інституту електродинаміки Академії наук УРСР                                                                       |
| Розробка теорії, принципів побудови та створення на їх основі нового покоління вимірювальних перетворювачів струму для сучасних електроенергетичних систем                                                                                           | Сирота Ігор Мусійович                    | доктор технічних наук, науковий консультант Інституту електродинаміки Академії наук УРСР                                                                                 |
| Розробка теорії, принципів побудови та створення на їх основі нового покоління вимірювальних перетворювачів струму для сучасних електроенергетичних систем                                                                                           | Стогній Борис Сергійович                 | доктор технічних наук, завідувач відділу Інституту електродинаміки Академії наук УРСР                                                                                    |
| Цикл наукових досліджень по розробці ефективних методів ультразвукової терапії і діагностики захворювань органа зору та їх широке впровадження у практику охорони здоров'я                                                                           | Мармур Ростислав Костянтинович           | доктор медичних наук, керівник проблемної лабораторії ультразвуку Одеського науково-дослідного інституту очних хвороб і тканинної терапії імені академіка В. П. Філатова |
| Організація промислового впровадження технологічних систем та комплексів по ефективному використанню вторинних ресурсів і відходів виробництва у народному господарстві Української РСР                                                              | Лозовик Микола Терентійович              | директор Київського картонно-паперового комбінату |
| Організація промислового впровадження технологічних систем та комплексів по ефективному використанню вторинних ресурсів і відходів виробництва у народному господарстві Української РСР                                                              | Ситнік Людмила Олексіївна                | старший майстер Дніпропетровської фабрики нетканих матеріалів |
| Організація промислового впровадження технологічних систем та комплексів по ефективному використанню вторинних ресурсів і відходів виробництва у народному господарстві Української РСР                                                              | Бобник Лариса Іванівна                   | старший інженер Державного комітету УРСР по матеріально-технічному постачанню                                                                                            |
| Організація промислового впровадження технологічних систем та комплексів по ефективному використанню вторинних ресурсів і відходів виробництва у народному господарстві Української РСР                                                              | Савченко Анатолій Петрович               | доктор економічних наук, перший заступник завідувача відділу ЦК Компартії України                                                                                        |
| Організація промислового впровадження технологічних систем та комплексів по ефективному використанню вторинних ресурсів і відходів виробництва у народному господарстві Української РСР                                                              | Бушлов Анатолій Олександрович            | начальник управління Державного комітету УРСР по матеріально-технічному постачанню                                                                                       |
| Організація промислового впровадження технологічних систем та комплексів по ефективному використанню вторинних ресурсів і відходів виробництва у народному господарстві Української РСР                                                              | Ніколаєв Дмитро Дмитрович                | начальник головного управління Державного комітету УРСР по матеріально-технічному постачанню                                                                             |
| Організація промислового впровадження технологічних систем та комплексів по ефективному використанню вторинних ресурсів і відходів виробництва у народному господарстві Української РСР                                                              | Мостовий Павло Іванович                  | Голова Державного комітету УРСР по матеріально-технічному постачанню |
| Організація промислового впровадження технологічних систем та комплексів по ефективному використанню вторинних ресурсів і відходів виробництва у народному господарстві Української РСР                                                              | Селівановський Владлен Михайлович        | начальник відділу Державного планового комітету УРСР |
| Організація промислового впровадження технологічних систем та комплексів по ефективному використанню вторинних ресурсів і відходів виробництва у народному господарстві Української РСР                                                              | Масол Віталій Андрійович                 | Кандидат технічних наук, Заступник Голови Ради Міністрів УРСР, Голова Державного планового комітету УРСР                                                                 |
| Організація промислового впровадження технологічних систем та комплексів по ефективному використанню вторинних ресурсів і відходів виробництва у народному господарстві Української РСР                                                              | Дьяченко Микола Петрович                 | директор Курахівської ДРЕС імені 60-річчя Великої Жовтневої соціалістичної революції                                                                                     |
| Розробка методів регуляції біосинтетичних процесів у організмі та впровадження створених на їх основі способів підвищення продуктивності сільськогосподарських тварин                                                                                | Глухенький Леонід Миколайович            | директор Григорівського міжколгоспного підприємства по відгодівлі великої рогатої худоби Обухівського району Київської області                                           |
| Розробка методів регуляції біосинтетичних процесів у організмі та впровадження створених на їх основі способів підвищення продуктивності сільськогосподарських тварин                                                                                | Гуменюк Галина Денисівна                 | кандидат біологічних наук, завідувачка сектору лабораторії Українського філіалу Всесоюзного науково-дослідного інституту комбікормової промисловості                     |
| Розробка методів регуляції біосинтетичних процесів у організмі та впровадження створених на їх основі способів підвищення продуктивності сільськогосподарських тварин                                                                                | Василенко Данило Якович                  | доктор сільськогосподарських наук, завідувач кафедри Української сільськогосподарської академії                                                                          |
| Розробка методів регуляції біосинтетичних процесів у організмі та впровадження створених на їх основі способів підвищення продуктивності сільськогосподарських тварин                                                                                | Мельничук Дмитро Олексійович             | доктор біологічних наук, ректор Української сільськогосподарської академії                                                                                               |
| Розробка методів регуляції біосинтетичних процесів у організмі та впровадження створених на їх основі способів підвищення продуктивності сільськогосподарських тварин                                                                                | Гулий Максим Федотович                   | академік Академії наук УРСР, завідувач відділу Інституту біохімії імені О. В. Палладіна Академії наук УРСР                                                               |
| Монографія «Ленинское учение об экономических основах социализма», опублікована в 1983 році /2-е видання/ | Мазур Вілен Микитович (посмертно)        | доктор економічних наук |
| Монографія «Ленинское учение об экономических основах социализма», опублікована в 1983 році /2-е видання/ | Врублевський Віталій Костянтинович       | доктор економічних наук, відповідальний працівник ЦК Компартії України                                                                                                   |
| Монографія «Ленинское учение об экономических основах социализма», опублікована в 1983 році /2-е видання/ | Чужинов Ілля Йосипович                   | кандидат економічних наук, доцент Вищої партійної школи при ЦК Компартії України                                                                                         |
| Монографія «Ленинское учение об экономических основах социализма», опублікована в 1983 році /2-е видання/ | Попов Борис Іванович                     | кандидат економічних наук, доцент Вищої партійної школи при ЦК Компартії України                                                                                         |
| Монографія «Ленинское учение об экономических основах социализма», опублікована в 1983 році /2-е видання/ | Дробноход Юхим Федосійович               | кандидат економічних наук, доцент Вищої партійної школи при ЦК Компартії України                                                                                         |
| Монографія «Ленинское учение об экономических основах социализма», опублікована в 1983 році /2-е видання/ | Задніпрянець Володимир Зіновійович       | кандидат економічних наук, доцент Вищої партійної школи при ЦК Компартії України                                                                                         |
| Монографія «Ленинское учение об экономических основах социализма», опублікована в 1983 році /2-е видання/ | Король Валентин Степанович               | кандидат економічних наук, доцент Вищої партійної школи при ЦК Компартії України                                                                                         |
| Монографія «Ленинское учение об экономических основах социализма», опублікована в 1983 році /2-е видання/ | Загородній Василь Іванович               | доктор економічних наук, професор Вищої партійної школи при ЦК Компартії України                                                                                         |
| Монографія «Ленинское учение об экономических основах социализма», опублікована в 1983 році /2-е видання/ | Рубан Олександр Андрійович               | доктор економічних наук, завідувач кафедри Вищої партійної школи при ЦК Компартії України                                                                                |
| Монографія «Ленинское учение об экономических основах социализма», опублікована в 1983 році /2-е видання/ | Хилько Василь Олексійович                | кандидат економічних наук, професор Вищої партійної школи при ЦК Компартії України                                                                                       |
| Відкриття та ефективна розвідка Яблунівського нафтогазоконденсатного родовища у Дніпровсько-Донецькій западині | Яківець Захарій Іванович                 | начальник сейсмопартії Київської геофізичної розвідувальної експедиції                                                                                                   |
| Відкриття та ефективна розвідка Яблунівського нафтогазоконденсатного родовища у Дніпровсько-Донецькій западині | Муляр Петро Микитович                    | головний геолог Полтавської експедиції по геофізичних дослідженнях у свердловинах                                                                                        |
| Відкриття та ефективна розвідка Яблунівського нафтогазоконденсатного родовища у Дніпровсько-Донецькій западині | Лебедь Микола Сергійович                 | головний геолог Східно-Української геофізичної розвідувальної експедиції                                                                                                 |
| Відкриття та ефективна розвідка Яблунівського нафтогазоконденсатного родовища у Дніпровсько-Донецькій западині | Гоцький Богдан-Йосип Петрович            | головний геолог Полтавського газопромислового управління |
| Відкриття та ефективна розвідка Яблунівського нафтогазоконденсатного родовища у Дніпровсько-Донецькій западині | Прищепа Федір Пантелеймонович            | буровий майстер Пирятинської нафтогазорозвідувальної експедиції глибокого буріння Чернігівського виробничого геологічного об'єднання по розвідці нафти і газу            |
| Відкриття та ефективна розвідка Яблунівського нафтогазоконденсатного родовища у Дніпровсько-Донецькій западині | Зюзькевич Микола Петрович                | головний геолог Пирятинської нафтогазорозвідувальної експедиції глибокого буріння Чернігівського виробничого геологічного об'єднання по розвідці нафти і газу            |
| Відкриття та ефективна розвідка Яблунівського нафтогазоконденсатного родовища у Дніпровсько-Донецькій западині | Курилюк Лев Васильович                   | кандидат геолого-мінералогічних наук, головний геолог Чернігівського виробничого геологічного об'єднання по розвідці нафти і газу                                        |
| Відкриття та ефективна розвідка Яблунівського нафтогазоконденсатного родовища у Дніпровсько-Донецькій западині | Вербицький Олег Миколайович              | генеральний директор Чернігівського виробничого геологічного об'єднання по розвідці нафти і газу                                                                         |
| Відкриття та ефективна розвідка Яблунівського нафтогазоконденсатного родовища у Дніпровсько-Донецькій западині | Головацький Йосип Миколайович            | кандидат геолого-мінералогічних наук, завідувач відділу Українського науково-дослідного геологорозвідувального інституту                                                 |
| Відкриття та ефективна розвідка Яблунівського нафтогазоконденсатного родовища у Дніпровсько-Донецькій западині | Дем'янчук Василь Григорович              | кандидат геолого-мінералогічних наук, головний геолог управління пошукових і розвідувальних робіт на нафту та газ Міністерства геології УРСР                             |
| Науково-технічна розробка, створення та промислове освоєння виробництва синтетичного метанолу під низьким тиском на базі переробки синтез-газу — відходу виробництва піролізного ацетилену                                                           | Зотова Надія Іванівна                    | колишній головний технолог відділу Державного науково-дослідного і проектного інституту метанолу, компонентів моторних палив та продуктів органічного синтезу            |
| Науково-технічна розробка, створення та промислове освоєння виробництва синтетичного метанолу під низьким тиском на базі переробки синтез-газу — відходу виробництва піролізного ацетилену                                                           | Лендер Аїда Анатоліївна                  | старший науковий співробітник Державного науково-дослідного і проектного інституту метанолу, компонентів моторних палив та продуктів органічного синтезу                 |
| Науково-технічна розробка, створення та промислове освоєння виробництва синтетичного метанолу під низьким тиском на базі переробки синтез-газу — відходу виробництва піролізного ацетилену                                                           | Бондарь Петро Григорович                 | кандидат хімічних наук. завідувач лабораторії Державного науково-дослідного і проектного інституту метанолу, компонентів моторних палив та продуктів органічного синтезу |
| Науково-технічна розробка, створення та промислове освоєння виробництва синтетичного метанолу під низьким тиском на базі переробки синтез-газу — відходу виробництва піролізного ацетилену                                                           | Караваєв Михайло Михайлович              | доктор технічних наук, завідувач відділу Державного науково-дослідного і проектного інституту азотної промисловості та продуктів органічного синтезу                     |
| Науково-технічна розробка, створення та промислове освоєння виробництва синтетичного метанолу під низьким тиском на базі переробки синтез-газу — відходу виробництва піролізного ацетилену                                                           | Харламов Валентин Васильович             | головний інженер Державного науково-дослідного і проектного інституту азотної промисловості та продуктів органічного синтезу                                             |
| Науково-технічна розробка, створення та промислове освоєння виробництва синтетичного метанолу під низьким тиском на базі переробки синтез-газу — відходу виробництва піролізного ацетилену                                                           | Ліщина Богдан Миколайович                | генеральний директор Сєвєродонецького виробничого об'єднання «Азот» імені Ленінського комсомолу                                                                          |
| Науково-технічна розробка, створення та промислове освоєння виробництва синтетичного метанолу під низьким тиском на базі переробки синтез-газу — відходу виробництва піролізного ацетилену                                                           | Краснобородько Іван Олексійович          | начальник виробництва метанолу і формаліну Сєвєродонецького виробничого об'єднання «Азот» імені Ленінського комсомолу                                                    |
| Науково-технічна розробка, створення та промислове освоєння виробництва синтетичного метанолу під низьким тиском на базі переробки синтез-газу — відходу виробництва піролізного ацетилену                                                           | Криштопа Геннадій Денисович              | заступник начальника цеху Сєвєродонецького виробничого об'єднання «Азот» імені Ленінського комсомолу                                                                     |
| Науково-технічна розробка, створення та промислове освоєння виробництва синтетичного метанолу під низьким тиском на базі переробки синтез-газу — відходу виробництва піролізного ацетилену                                                           | Цегельник Володимир Михайлович           | начальник зміни цеху Сєвєродонецького виробничого об'єднання «Азот» імені Ленінського комсомолу                                                                          |
| Науково-технічна розробка, створення та промислове освоєння виробництва синтетичного метанолу під низьким тиском на базі переробки синтез-газу — відходу виробництва піролізного ацетилену                                                           | Міхалєва Енгельсіна Федорівна            | начальник лабораторії Сєвєродонецького виробничого об'єднання «Азот» імені Ленінського комсомолу                                                                         |
| Цикл робіт «Методи дослідження періодичних і квазіперіодичних коливань» | Самойленко Анатолій Михайлович           | член-кореспондент Академії наук УРСР, завідувач кафедри Київського державного університету імені Т. Г. Шевченка                                                          |
| Цикл робіт «Методи дослідження періодичних і квазіперіодичних коливань» | Мартинюк Дмитро Іванович                 | доктор фізико-математичних наук, професор Київського державного університету імені Т. Г. Шевченка                                                                        |
| Цикл робіт «Методи дослідження періодичних і квазіперіодичних коливань» | Мосєєнков Борис Ілліч                    | кандидат фізико-математичних наук, доцент Київського державного університету імені Т. Г. Шевченка                                                                        |
| Монографія «Введение в теорию неупорядоченных систем», опубліковану в 1982 році | Пастур Леонід Андрійович                 | доктор фізико-математичних наук, старший науковий співробітник Фізико-технічного інституту низьких температур Академії наук УРСР                                         |
| Монографія «Введение в теорию неупорядоченных систем», опубліковану в 1982 році | Гредескул Сергій Андрійович              | кандидат фізико-математичних наук старший науковий співробітник Фізико-технічного інституту низьких температур Академії наук УРСР                                        |
| Монографія «Введение в теорию неупорядоченных систем», опубліковану в 1982 році | Ліфшиць Ілля Михайлович (посмертно)      | академік |
| Розробка та впровадження індустріальних методів монтажу стальних технологічних трубопроводів на об'єктах промислового будівництва Української РСР | Зінченко Олексій Олексійович             | бригадир токарів Полтавського дослідного ливарно-механічного заводу |
| Розробка та впровадження індустріальних методів монтажу стальних технологічних трубопроводів на об'єктах промислового будівництва Української РСР | Попович Микола Миколайович               | старший інженер Вінницького спеціалізованого управління «Проммонтаж» № 26                                                                                                |
| Розробка та впровадження індустріальних методів монтажу стальних технологічних трубопроводів на об'єктах промислового будівництва Української РСР | Мансуров Галінур Шайнурович              | бригадир слюсарів-монтажників Кременчуцького спеціалізованого управління № 17                                                                                            |
| Розробка та впровадження індустріальних методів монтажу стальних технологічних трубопроводів на об'єктах промислового будівництва Української РСР | Сергієнко Анатолій Михайлович            | головний інженер тресту «Промхіммонтаж» |
| Розробка та впровадження індустріальних методів монтажу стальних технологічних трубопроводів на об'єктах промислового будівництва Української РСР | Гарус Костянтин Олександрович            | головний інженер Кременчуцького спеціалізованого управління № 17 |
| Розробка та впровадження індустріальних методів монтажу стальних технологічних трубопроводів на об'єктах промислового будівництва Української РСР | Стук Віктор Родіонович                   | начальник головного управління «Головцентропроммонтаж» |
| Розробка та впровадження індустріальних методів монтажу стальних технологічних трубопроводів на об'єктах промислового будівництва Української РСР | Андріяшев Вадим Павлович                 | начальник головного технічного управління Міністерства монтажних і спеціальних будівельних робіт УРСР                                                                    |
| Розробка та впровадження індустріальних методів монтажу стальних технологічних трубопроводів на об'єктах промислового будівництва Української РСР | Кожема Валерій Андрійович                | заступник завідувача відділу Інституту електрозварювання імені Є. О. Патона Академії наук УРСР                                                                           |
| Розробка та впровадження індустріальних методів монтажу стальних технологічних трубопроводів на об'єктах промислового будівництва Української РСР | Персіон Олексій Абрамович                | завідувач Київським відділом Спеціального конструкторського бюро по новій техніці монтажних і спеціальних будівельних робіт                                              |
| Розробка та впровадження індустріальних методів монтажу стальних технологічних трубопроводів на об'єктах промислового будівництва Української РСР | Єфіменко Володимир Іларіонович           | керівник бригади Київського відділу Спеціального конструкторського бюро по новій техніці монтажних і спеціальних будівельних робіт                                       |
| Цикл робіт «Дослідження з хімічної термодинаміки металевих сплавів і тугоплавких з'єднань» | Турчанін Анатолій Григорович             | кандидат хімічних наук, завідувач кафедри Краматорського індустріального інституту                                                                                       |
| Цикл робіт «Дослідження з хімічної термодинаміки металевих сплавів і тугоплавких з'єднань» | Фесенко Валентин Васильович              | доктор хімічних наук, завідувач кафедри Київського технологічного інституту харчової промисловості                                                                       |
| Цикл робіт «Дослідження з хімічної термодинаміки металевих сплавів і тугоплавких з'єднань» | Бєлобородова Олена Арсеніївна            | кандидат хімічних наук, доцент Київського державного університету імені Т. Г. Шевченка                                                                                   |
| Цикл робіт «Дослідження з хімічної термодинаміки металевих сплавів і тугоплавких з'єднань» | Баталін Георгій Іванович                 | доктор хімічних наук, завідувач кафедри Київського державного університету імені Т. Г. Шевченка                                                                          |
| Цикл робіт «Дослідження з хімічної термодинаміки металевих сплавів і тугоплавких з'єднань» | Феночка Борис Васильович                 | кандидат хімічних наук, старший науковий співробітник Інституту проблем матеріалознавства Академії наук УРСР                                                             |
| Цикл робіт «Дослідження з хімічної термодинаміки металевих сплавів і тугоплавких з'єднань» | Сидорко Владислав Романович              | кандидат хімічних наук, старший науковий співробітник Інституту проблем матеріалознавства Академії наук УРСР                                                             |
| Цикл робіт «Дослідження з хімічної термодинаміки металевих сплавів і тугоплавких з'єднань» | Гордієнко Станіслав Петрович             | кандидат хімічних наук, старший науковий співробітник Інституту проблем матеріалознавства Академії наук УРСР                                                             |
| Цикл робіт «Дослідження з хімічної термодинаміки металевих сплавів і тугоплавких з'єднань» | Болгар Олександр Сергійович              | кандидат хімічних наук. завідувач лабораторії Інституту проблем матеріалознавства Академії наук УРСР                                                                     |
| Цикл робіт «Дослідження з хімічної термодинаміки металевих сплавів і тугоплавких з'єднань» | Єременко Валентин Никифорови             | академік Академії наук УРСР, завідувач відділу Інституту проблем матеріалознавства Академії наук УРСР                                                                    |
| Цикл робіт «Дослідження з хімічної термодинаміки металевих сплавів і тугоплавких з'єднань» | Лукашенко Георгій Михайлович             | доктор хімічних наук, завідувач лабораторії Інституту проблем матеріалознавства Академії наук УРСР                                                                       |
| Розробка теоретичних основ та принципів побудови вимірювальних пристроїв інтегруючого типу, створення на цій базі і впровадження в серійне виробництво цифрових вимірювальних приладів з підвищеними точносними та експлуатаційними характеристиками | Семчишин Дмитро Миколайович              | головний інженер Золочівського радіозаводу Львівського виробничого об'єднання імені В. І. Леніна                                                                         |
| Розробка теоретичних основ та принципів побудови вимірювальних пристроїв інтегруючого типу, створення на цій базі і впровадження в серійне виробництво цифрових вимірювальних приладів з підвищеними точносними та експлуатаційними характеристиками | Рилік Модест Георгійович                 | начальник Спеціального конструкторського бюро мікроелектроніки у приладобудуванні Львівського виробничого об'єднання «Мікроприлад» імені 60-річчя Радянської України     |
| Розробка теоретичних основ та принципів побудови вимірювальних пристроїв інтегруючого типу, створення на цій базі і впровадження в серійне виробництво цифрових вимірювальних приладів з підвищеними точносними та експлуатаційними характеристиками | Масолов Валерій Олександрович            | головний інженер Науково-виробничого об'єднання «Квант» |
| Розробка теоретичних основ та принципів побудови вимірювальних пристроїв інтегруючого типу, створення на цій базі і впровадження в серійне виробництво цифрових вимірювальних приладів з підвищеними точносними та експлуатаційними характеристиками | Євланов Юрій Миколайович                 | кандидат технічних наук, доцент Московського енергетичного інституту |
| Розробка теоретичних основ та принципів побудови вимірювальних пристроїв інтегруючого типу, створення на цій базі і впровадження в серійне виробництво цифрових вимірювальних приладів з підвищеними точносними та експлуатаційними характеристиками | Малиновський Віталій Миколайович         | доктор технічних наук, завідувач кафедри Московського енергетичного інституту                                                                                            |
| Розробка теоретичних основ та принципів побудови вимірювальних пристроїв інтегруючого типу, створення на цій базі і впровадження в серійне виробництво цифрових вимірювальних приладів з підвищеними точносними та експлуатаційними характеристиками | Позяйкін В'ячеслав Петрович              | інженер Львівського політехнічного інституту імені Ленінського комсомолу                                                                                                 |
| Розробка теоретичних основ та принципів побудови вимірювальних пристроїв інтегруючого типу, створення на цій базі і впровадження в серійне виробництво цифрових вимірювальних приладів з підвищеними точносними та експлуатаційними характеристиками | Холоша Олександр Іванович                | старший науковий співробітник Львівського політехнічного інституту імені Ленінського комсомолу                                                                           |
| Розробка теоретичних основ та принципів побудови вимірювальних пристроїв інтегруючого типу, створення на цій базі і впровадження в серійне виробництво цифрових вимірювальних приладів з підвищеними точносними та експлуатаційними характеристиками | Конопкін Альберт Петрович                | старший науковий співробітник Львівського політехнічного інституту імені Ленінського комсомолу                                                                           |
| Розробка теоретичних основ та принципів побудови вимірювальних пристроїв інтегруючого типу, створення на цій базі і впровадження в серійне виробництво цифрових вимірювальних приладів з підвищеними точносними та експлуатаційними характеристиками | Вишенчук Ігор Михайлович                 | доктор технічних наук, завідувач кафедри Львівського політехнічного інституту імені Ленінського комсомолу                                                                |
| Розробка теоретичних основ та принципів побудови вимірювальних пристроїв інтегруючого типу, створення на цій базі і впровадження в серійне виробництво цифрових вимірювальних приладів з підвищеними точносними та експлуатаційними характеристиками | Курдидик Роман Васильович                | старший науковий співробітник Львівського політехнічного інституту імені Ленінського комсомолу                                                                           |
| Розробка та впровадження комплексу технологічних процесів і матеріалів з метою підвищення експлуатаційної надійності та довговічності авіаційних клеєзварних з'єднань                                                                                | Меркулова Ганна Василівна                | начальник бюро Київського авіаційного виробничого об'єднання імені 50-річчя Жовтня                                                                                       |
| Розробка та впровадження комплексу технологічних процесів і матеріалів з метою підвищення експлуатаційної надійності та довговічності авіаційних клеєзварних з'єднань                                                                                | Десяткіна Альбіна Іванівна               | інженер-технолог Київського механічного заводу імені О. К. Антонова |
| Розробка та впровадження комплексу технологічних процесів і матеріалів з метою підвищення експлуатаційної надійності та довговічності авіаційних клеєзварних з'єднань                                                                                | Криницький Владислав Борисович           | начальник відділу Київського механічного заводу імені О. К. Антонова |
| Розробка та впровадження комплексу технологічних процесів і матеріалів з метою підвищення експлуатаційної надійності та довговічності авіаційних клеєзварних з'єднань                                                                                | Кантер Григорій Григорович               | головний спеціаліст по композиційних матеріалах Київського механічного заводу імені О. К. Антонова                                                                       |
| Розробка та впровадження комплексу технологічних процесів і матеріалів з метою підвищення експлуатаційної надійності та довговічності авіаційних клеєзварних з'єднань                                                                                | Новиков Володимир Іванович               | заступник головного конструктора Київського механічного заводу імені О. К. Антонова                                                                                      |
| Розробка та впровадження комплексу технологічних процесів і матеріалів з метою підвищення експлуатаційної надійності та довговічності авіаційних клеєзварних з'єднань                                                                                | Батизат Віктор Пантелійович              | кандидат технічних наук, начальник лабораторії Всесоюзного науково-дослідного інституту авіаційних матеріалів                                                            |
| Розробка та впровадження комплексу технологічних процесів і матеріалів з метою підвищення експлуатаційної надійності та довговічності авіаційних клеєзварних з'єднань                                                                                | Кардаш Анатолій Борисович                | старший науковий співробітник Київського інституту інженерів цивільної авіації імені 60-річчя СРСР                                                                       |
| Розробка та впровадження комплексу технологічних процесів і матеріалів з метою підвищення експлуатаційної надійності та довговічності авіаційних клеєзварних з'єднань                                                                                | Борозенець Григорій Михайлович           | кандидат технічних наук, старший науковий співробітник Київського інституту інженерів цивільної авіації імені 60-річчя СРСР                                              |
| Розробка та впровадження комплексу технологічних процесів і матеріалів з метою підвищення експлуатаційної надійності та довговічності авіаційних клеєзварних з'єднань                                                                                | Гнатюк Анатолій Дмитрович                | кандидат технічних наук, завідувач галузевою лабораторією Київського інституту інженерів цивільної авіації імені 60-річчя СРСР                                           |
| Розробка та впровадження комплексу технологічних процесів і матеріалів з метою підвищення експлуатаційної надійності та довговічності авіаційних клеєзварних з'єднань                                                                                | Карлашов Олександр Васильович            | доктор технічних наук, завідувач кафедри Київського інституту інженерів цивільної авіації імені 60-річчя СРСР                                                            |
| Розробка та впровадження нової високоефективної технології кристалічної глюкози | Хворова Людмила Степанівна               | кандидат технічних наук, старший науковий співробітник Науково-виробничого об'єднання по крохмалепродуктах                                                               |
| Розробка та впровадження нової високоефективної технології кристалічної глюкози | Ладур Тамара Олексіївна                  | кандидат технічних наук, завідувач сектору Науково-виробничого об'єднання по крохмалепродуктах                                                                           |
| Розробка та впровадження нової високоефективної технології кристалічної глюкози | Гопчак Микола Якович                     | кандидат технічних наук, завідувач сектору Науково-виробничого об'єднання по крохмалепродуктах                                                                           |
| Розробка та впровадження нової високоефективної технології кристалічної глюкози | Гулюк Микола Григорович                  | доктор технічних наук, заступник генерального директора Науково-виробничого об'єднання по крохмалепродуктах                                                              |
| Розробка та впровадження нової високоефективної технології кристалічної глюкози | Романовський Анатолій Іванович           | директор заводу Верхньодніпровського крохмале-патокового комбінату імені 60-річчя Великої Жовтневої соціалістичної революції                                             |
| Розробка та впровадження нової високоефективної технології кристалічної глюкози | Кузьміна Розалія Гаврилівна              | начальник лабораторії Верхньодніпровського крохмале-патокового комбінату імені 60-річчя Великої Жовтневої соціалістичної революції                                       |
| Розробка та впровадження нової високоефективної технології кристалічної глюкози | Шорніков Валентин Георгійович            | головний технолог Верхньодніпровського крохмале-патокового комбінату імені 60-річчя Великої Жовтневої соціалістичної революції                                           |
| Розробка та впровадження нової високоефективної технології кристалічної глюкози | Сарапука Василь Якович                   | головний інженер Верхньодніпровського крохмале-патокового комбінату імені 60-річчя Великої Жовтневої соціалістичної революції                                            |
| Розробка та впровадження нової високоефективної технології кристалічної глюкози | Бондарь Євген Григорович                 | кандидат технічних наук, директор Верхньодніпровського крохмале-патокового комбінату імені 60-річчя Великої Жовтневої соціалістичної революції                           |
| Створення і масове впровадження на вугільних шахтах Донбасу індивідуальних засобів безперервного автоматичного контролю метану | Крігман Фелікс Юхимович                  | кандидат технічних наук, завідувач відділу Державного макіївського науково-дослідного інституту по безпеці робіт у гірничій промисловості                                |
| Створення і масове впровадження на вугільних шахтах Донбасу індивідуальних засобів безперервного автоматичного контролю метану | Назаренко Володимир Іванович             | кандидат технічних наук, завідувач сектору Державного макіївського науково-дослідного інституту по безпеці робіт у гірничій промисловості                                |
| Створення і масове впровадження на вугільних шахтах Донбасу індивідуальних засобів безперервного автоматичного контролю метану | Сьомін Георгій Михайлович                | старший науковий співробітник Державного макіївського науково-дослідного інституту по безпеці робіт у гірничій промисловості                                             |
| Створення і масове впровадження на вугільних шахтах Донбасу індивідуальних засобів безперервного автоматичного контролю метану | Грядущий Борис Абрамович                 | кандидат технічних наук, начальник управління Міністерства вугільної промисловості УРСР                                                                                  |
| Створення і масове впровадження на вугільних шахтах Донбасу індивідуальних засобів безперервного автоматичного контролю метану | Теличко Едуард Миколайович               | кандидат технічних наук, начальник відділу Державного комітету УРСР по нагляду за безпечним веденням робіт у промисловості і гірничому нагляду                           |
| Створення і масове впровадження на вугільних шахтах Донбасу індивідуальних засобів безперервного автоматичного контролю метану | Аносов Олег Степанович                   | генеральний директор Орджонікідзевського виробничого об'єднання по видобутку вугілля                                                                                     |
| Створення і масове впровадження на вугільних шахтах Донбасу індивідуальних засобів безперервного автоматичного контролю метану | Іванов Юрій Петрович                     | директор шахти імені М. І. Калініна Донецького виробничого об'єднання по видобутку вугілля                                                                               |
| Створення і масове впровадження на вугільних шахтах Донбасу індивідуальних засобів безперервного автоматичного контролю метану | Рохмістрова Ільза Григорівна             | інженер-конструктор Омського заводу «Електроточприлад» |
| Створення і масове впровадження на вугільних шахтах Донбасу індивідуальних засобів безперервного автоматичного контролю метану | Морєва Валентина Павлівна                | майстер шахти імені К. А. Рум'янцева Артемівського виробничого об'єднання по видобутку вугілля                                                                           |
| Створення і масове впровадження на вугільних шахтах Донбасу індивідуальних засобів безперервного автоматичного контролю метану | Гусєв Михайло Григорович                 | Завідувач лабораторії Макіївського науково-дослідного інституту з безпеки робіт у гірничій промисловості                                                                 |
| Підручник \"Історія Української РСР"\ у двох частинах, опублікованих у 1978 і 1982 роках | Рибалка Іван Климентійович               | доктор історичних наук, завідувач кафедри Харківського державного університету імені О. М. Горького                                                                      |
| Підручник \"Історія Української РСР"\ у двох частинах, опублікованих у 1978 і 1982 роках | Довгопол Василь Микитович (посмертно)    | доктор історичних наук |
| Підручник «Маркшейдерское дело», опублікований у 1981 році /3-тє видання/ | Мирний В'ячеслав Васильович              | кандидат технічних наук, завідувач кафедри Донецького політехнічного інституту                                                                                           |
| Підручник «Маркшейдерское дело», опублікований у 1981 році /3-тє видання/ | Козловський Геннадій Гнатович            | кандидат технічних наук, доцент Донецького політехнічного інституту |
| Підручник «Маркшейдерское дело», опублікований у 1981 році /3-тє видання/ | Травник Сергій Францович                 | кандидат технічних наук, доцент Донецького політехнічного інституту |
| Підручник «Маркшейдерское дело», опублікований у 1981 році /3-тє видання/ | Никольський Серафим Іванович             | кандидат технічних наук, колишній викладач Донецького політехнічного інституту                                                                                           |
| Підручник «Маркшейдерское дело», опублікований у 1981 році /3-тє видання/ | Папазов Михайло Герасимович              | кандидат технічних наук, колишній викладач Донецького політехнічного інституту                                                                                           |
| Підручник «Маркшейдерское дело», опублікований у 1981 році /3-тє видання/ | Шуригін Володимир Іванович               | головний інженер копальні імені ХХІ з'їзду КПРС Тенькинського гірничо-збагачувального комбінату виробничого об'єднання «Північсхідзолото»                                |
| Підручник «Маркшейдерское дело», опублікований у 1981 році /3-тє видання/ | Оглоблін Дмитро Миколайович (посмертно)  | доктор технічних наук |
| Підручник «Маркшейдерское дело», опублікований у 1981 році /3-тє видання/ | Герасименко Георгій Іванович (посмертно) | кандидат технічних наук |
| Підручник «Маркшейдерское дело», опублікований у 1981 році /3-тє видання/ | Музикантов Вадим Константинови           | кандидат технічних наук, доцент кафедри маркшейдерського діла Донецького політихнічного інституту                                                                        |